# Song of Arizona
Song of Arizona è un film del 1946 diretto da Frank McDonald.
È un musical western statunitense con Roy Rogers, George 'Gabby' Hayes e Dale Evans.

## Produzione
Il film, diretto da Frank McDonald su una sceneggiatura di M. Coates Webster con il soggetto di Bradford Ropes, fu prodotto da Edward J. White, come produttore associato, per la Republic Pictures e girato nell'Iverson Ranch a Chatsworth in California (alcune scene furono girate ad Encino (Los Angeles)).

## Colonna sonora
- Song of Arizona - scritta da Jack Elliott, cantata da Roy Rogers, Bob Nolan e dai Sons of the Pioneers
- When A Fellow Needs a Friend - cantata da Roy Rogers e dal Robert Mitchell Boys Choir
- Michael O'Leary O'Brien O'Toole - scritta da Gordon Forster
- Did You Ever Get That Feeling in the Moonlight - scritta da Ira Schuster, Larry Stock e James Cavanaugh
- Round and Around - The Lariat Song - scritta da Jack Elliott
- Way Out There - parole e musica di Bob Nolan
- Will You Be My Darling - scritta da Mary Ann Owens
- Half a Chance Ranch - scritta da Jack Elliott
- Mr. Spook Steps Out - scritta da Jack Elliott

## Distribuzione
Il film fu distribuito negli Stati Uniti dal 9 marzo 1946 al cinema dalla Republic Pictures. È stato distribuito anche in Brasile con il titolo A Canção do Arizona.